# Ernle Chatfield, 1. Baron Chatfield

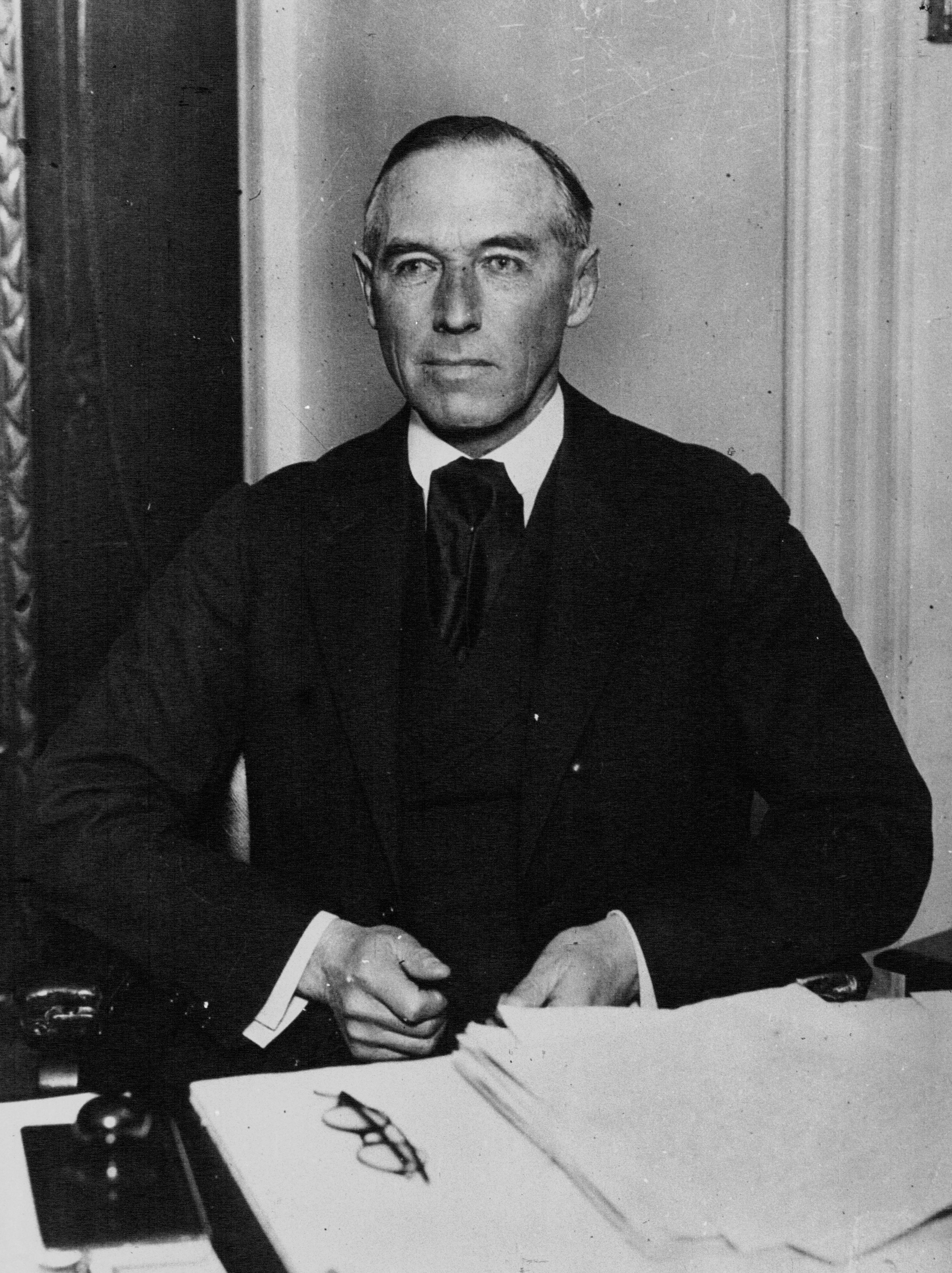
Ernle Chatfield, 1933

Alfred Ernle Montacute Chatfield, 1. Baron Chatfield GCB, OM, KCMG, CVO, PC, DL (* 27. September 1873 in Southsea, Hampshire; † 15. November 1967 in Farnham Common, Buckinghamshire) war ein britischer Admiral of the Fleet und Peer. Er hatte im Ersten Weltkrieg als Flaggkapitän unter David Beatty gedient und befehligte in der Zwischenkriegszeit sowohl die Atlantic Fleet als auch die Mediterranean Fleet. Im Vorfeld des Zweiten Weltkriegs spielte er als Erster Seelord von 1933 bis 1938 sowie als Minister for Co-ordination of Defence 1939/40 eine wichtige Rolle bei der Vorbereitung seines Landes auf diesen globalen Konflikt.

## Leben

### Herkunft und frühe Karriere
Chatfield war der älteste Sohn des Admirals Alfred John Chatfield (1831–1910) und dessen Frau Louisa, geborene Faulconer. Er besuchte die St Andrew’s School im walisischen Tenby, in dessen Nähe sein Vater auf dem Pembroke Dockyard arbeitete, bevor er 1886 in die Royal Navy eintrat und als Kadett auf das Ausbildungsschiff HMS Britannia in Portsmouth kam. Nach einem kurzen Aufenthalt auf dem Schlachtschiff Iron Duke wurde er Ende 1888 als Midshipman auf die Schraubenkorvette Cleopatra versetzt, die wenig später nach Südamerika auslief. Auf der South America Station angekommen, wechselte er auf das dortige Flaggschiff Warspite, auf dem er die nächsten vier Jahre Dienst tat. Der damalige Flaggkapitän Hedworth Lambton (später Hedworth Meux genannt) förderte Chatfield, der noch vor seiner Rückkehr nach England 1892 zum Sub-Lieutenant befördert wurde. Nach der im März 1894 erfolgten Beförderung zum Lieutenant wurde er auf das Schlachtschiff Royal Sovereign, Flaggschiff der Channel Fleet versetzt.
Ab 1895 absolvierte Chatfield den Kurs an der Gunnery School HMS Excellent in Portsmouth und kam 1897 in den Stab des Artillerieschulschiffs HMS Cambridge in Devonport. Anfang 1899 wechselte er als Gunnery Lieutenant auf das Schlachtschiff HMS Caesar der Mittelmeerflotte, mit deren Kommandanten, dem späteren Ersten Seelord Charles Madden, ihn bald eine enge Freundschaft verband. Er gehörte zu den jungen Offizieren, die der damalige Oberbefehlshaber John Fisher konsultierte. Während er in Ausbildungsfragen mit diesem übereinstimmte, war er gleichzeitig wenig erbaut von dessen Hang zur Kritik an Vorgesetzten und seinem Faktionalismus. Nach einem Jahr im Mittelmeer wurde Chatfield in den Stab der Schießschule HMS Wildfire in Sheerness versetzt. Wenig später erregte er das Missfallen der Admiralität, als er einen Zerstörer mit hoher Geschwindigkeit die Themse aufwärts nach Greenwich laufen ließ.
1902 wurde er Gunnery Lieutenant auf dem neuen Panzerkreuzer Good Hope, dem Flaggschiff der First Cruiser Squadron, wobei er wiederum unter Madden diente. Nach einjährigem Dienst auf diesem Schiff und Aufenthalten in südafrikanischen und karibischen Gewässern wurde er im Dezember 1903 zum Commander ernannt und erhielt den Befehl über das Schlachtschiff Venerable, Flaggschiff des stellvertretenden Oberbefehlshabers der Mittelmeerflotte. Im März 1906 übernahm er für drei Jahre als Kommandant HMS Excellent, bis er im Sommer 1909 zum Captain befördert wurde. Wenig später heiratete er Lilian Matthews, die Schwester eines der Schüler der Excellent, mit der er später drei Kinder hatte. Nach der Hochzeitsreise wurde er Flaggkapitän auf dem Schlachtschiff Albemarle der Atlantikflotte, Flaggschiff von Colin Keppel. 1911 absolvierte Chatfield den Kriegskursus am Royal Naval College Portsmouth, bevor ihn Keppel erneut anforderte, um die Medina auf ihrer Jungfernfahrt zu befehligen, auf der Georg V. zu seinem Krönungs-Durbar in Delhi befördert wurde. Nach der Rückkehr nach England vorübergehend auf halben Sold gesetzt, erhielt er bei den Sommermanövern 1912 den Befehl über den Panzerkreuzer Aboukir, Flaggschiff David Beattys. Anschließend überwachte er die Fertigstellung des Leichten Kreuzers Southampton. Anfang 1913 forderte ihn Beatty als Flaggkapitän für den Schlachtkreuzer Lion an.

### Erster Weltkrieg und Zwischenkriegsperiode bis 1933
Unter Beatty, dem Befehlshaber der 1st Battlecruiser Squadron der Grand Fleet, nahm Chatfield als Flaggkapitän der Lion unter anderem an den Seeschlachten bei Helgoland 1914, auf der Doggerbank 1915 und der Skagerrakschlacht 1916 teil. In letzterer entging das Schiff nur knapp der Zerstörung. Als Beatty im November 1916 Admiral Jellicoe als Oberbefehlshaber der Grand Fleet ablöste, blieb Chatfield sein Flaggkapitän, zunächst auf der Iron Duke und später auf der Queen Elizabeth. Er blieb auf diesem Posten bis zum April 1919 und wurde für seine Dienste zum Knight Commander des Order of St. Michael and St. George ernannt. Georg V. bot ihm das Kommando über die königlichen Yachten an, was Sir Alfred aber ausschlug, er bekam in der Folge die Stelle als Vierter Seelord. Beatty, der im selben Jahr Erster Seelord wurde, machte Chatfield 1920 zu seinem Assistant Chief of the Naval Staff. In dieser Funktion nahm er, als Berater Beattys, an der Washingtoner Flottenkonferenz teil.
Im September 1922 verließ Chatfield die Admiralität und erhielt den Befehl über die 3rd Cruiser Squadron der Mittelmeerflotte. In dieser Funktion war er in den Dardanellen, als Ende 1922 die Chanak-Krise die Nation erschütterte. Erst mit der Unterzeichnung des Vertrags von Lausanne 1923 kehrte sein Geschwader nach Malta zurück.
1925 kehrte Chatfield als Dritter Seelord und Controller of the Navy, zuständig für Schiffbau, Werften und Bewaffnung, in die Admiralität zurück. Im März 1926 erfolgte die Beförderung zum Vizeadmiral. Er blieb auf dem Posten als Dritter Seelord bis zum Herbst 1928 und erhielt dann den Befehl über die Atlantic Fleet. Im April 1930 wechselte er, unter Beförderung zum vollen Admiral, in gleicher Funktion zur Mediterranean Fleet und blieb auf diesem Posten bis zum Herbst 1932.

### Erster Seelord
Unter der 2. Nationalen Regierung von Ramsay MacDonald wurde Chatfield, der sich seit Ende der 1920er mit seinem zweiten Vornamen Sir Ernle anreden ließ, unter dem Marineminister Bolton Eyres-Monsell zum Ersten Seelord ernannt. Er setzte sich erfolgreich für die Beibehaltung einer starken Schlachtschiffflotte als Kern der Navy ein und erreichte sogar die Zustimmung der Regierung, über die im Londoner Flottenvertrag von 1930 vorgesehenen Grenzen Kreuzer im Bestand zu halten bzw. neu zu bauen (70 statt 50 Einheiten). Chatfield, der auch den Vorsitz im einflussreichen Chiefs of Staff Committee innehatte, lehnte die 1936 unter der Regierung Baldwin erfolgte Ernennung eines Minister for Co-ordination of Defence zunächst ab, arrangierte sich aber bald mit dem Amtsinhaber, Thomas Inskip. Er nutzte diesen als Mittelsmann, um die Regierung zum Festhalten am Schlachtschiff und zur Ausgliederung des Fleet Air Arm aus der Royal Air Force und der Unterstellung unter die Royal Navy zu bewegen (ausgenommen hiervon war das RAF Coastal Command).
Chatfield, seit Mai 1935 Admiral of the Fleet, spielte auch eine Rolle beim Zustandekommen des deutsch-britischen Flottenabkommens von 1935. Er war zudem der Ansicht, den Italienern, die Ende 1935 Abessinien überfielen, entgegenkommen zu müssen, solange die britische Rüstung noch nicht angelaufen war. Im Spanischen Bürgerkrieg lagen seine Sympathien anfangs auf der Seite der Nationalisten unter Franco. Das hinderte die internationale Linke nicht daran, seine späteren Bemühungen um Gegenmaßnahmen gegen die faktische Seeblockade der republikanischen Seite durch Italien und Deutschland zu loben.
Chatfield erwies sich als erfahrener und effektiver Lenker der Royal Navy in dieser schwierigen Zeit, was dazu führte, dass seine Amtszeit zweimal verlängert wurde, bis ihm im August 1938 Roger Backhouse nachfolgte. Im Mai 1937 wurde er als Baron Chatfield, of Ditchling in the County of Sussex, zum erblichen Peer erhoben.

### Minister for Co-ordination of Defence
Im Winter 1938/39 leitete Baron Chatfield eine Kommission, die die Frage der Neubewaffnung der Army in India untersuchte. Von den indischen Nationalisten des Indischen Nationalkongress war in dieser Frage kein Entgegenkommen zu erwarten, sodass die Kommission schließlich vorschlug, die Army in India auf britische Kosten zu modernisieren.
Im Februar 1939 zurück in London, wurde Chatfield in der Regierung Chamberlain zum Nachfolger Thomas Inskips als Minister für die Koordinierung der Verteidigung ernannt. Als solcher versuchte er eine Front gegen die Sparpolitik des Schatzkanzlers John Simon aufrechtzuerhalten, die die nötige Aufrüstung im Hinblick auf den bevorstehenden Krieg behinderte.
Mit dem Kriegsausbruch im September 1939 und der Bildung der Kriegsregierung Chamberlain wurde Chatfield, zusammen mit den Ministern der drei Teilstreitkräfte, in das engere Kriegskabinett aufgenommen. Schon bald betrachtete er seine Rolle jedoch skeptisch, da er seine vorherigen, einflussreichen Posten als Deputy Chairman des Committee of Imperial Defence und Vorsitzender des Chiefs of Staff Committee verloren hatte. Bereits im Oktober 1939 bat er den Premierminister, das Ministeramt abzuschaffen und ihn als Minister ohne Geschäftsbereich in der Regierung zu behalten. Im April 1940 ging Chamberlain auf den ersten Teil des Vorschlags ein und ernannte den damaligen Marineminister Winston Churchill an Chatfields Stelle zum Vorsitzenden des Military Co-ordination Committee. Chatfield sollte nach Chamberlains Willen mit einer internationalen Mission für seinen Rücktritt belohnt werden, dieser lehnte es jedoch ab, in Kriegszeiten sein Land zu verlassen. Mit der Amtsübernahme Churchills als Premierminister im Mai 1940 übernahm dieser selbst auch das Portfolio des Minister of Defence. Chatfield wurde in Churchills Regierung kein Posten mehr angeboten.

### Späte Jahre und Nachkommen
In den Kriegsjahren leitete Baron Chatfield ein Komitee für die Evakuierung der Londoner Krankenhäuser (etwa während der Luftschlacht um England und des Blitz). Er äußerte sich im House of Lords verschiedentlich zu Verteidigungsfragen und schrieb zwei Bücher: The Navy and Defence (erschienen 1943) und It Might Happen Again (1947). Später zog er sich nach Buckinghamshire ins Privatleben zurück, wo er 1967 94-jährig starb.
Seine drei Kinder mit seiner Frau Lilian waren:
- Hon. Angela Chatfield († 1943) ⚭ Sir Patrick Donner;
- Hon. Mary Katherine Chatfield (1911–2009) ⚭ 1947 Henry Duckworth;
- Hon. Ernle David Lewis Chatfield (1917–2007), der ihm nach seinem Tod als 2. Baron nachfolgte.